# Изинг, Эрнст
Эрнст Изинг (1900—1998) — немецкий и американский физик и математик. Муж экономиста Джейн Изинг (2.02.1902—2.02.2012)
Учился в Гёттингенском, Боннском, Гамбургском (физика) и Берлинском университетах (философия и педагогика). С приходом к власти в Германии Гитлера потерял возможность работать в высших учебных заведениях. Работал в школе для еврейских детей. В 1939 г. эмигрировал в Люксембург. С 1947 г. — в США. С 1948 по 1976 г. профессор физики в университете Брэдли.
В 1924 г. в диссертации, написанной под руководством В. Ленца сформулировал модель ферромагнетизма (модель Изинга), ставшую в настоящее время основой для создания статистических моделей фазовых переходов в различных областях физики. Для одномерной и двумерной моделей Изинга получены точные решения: для одномерной модели самим Изингом, для двумерной — Л. Онсагером в 1944 году.